# Nerterhaptomenus morus
Nerterhaptomenus morus är en tvåvingeart som beskrevs av Hardy 1934. Nerterhaptomenus morus ingår i släktet Nerterhaptomenus och familjen rovflugor. Inga underarter finns listade i Catalogue of Life.